# 鵺 (アルバム)
『鵺』（ぬえ）は、日本のロックバンド、Kagrraのミニ・アルバム。2000年12月1日にPS COMPANYから販売。

## 概要
- 1st Pressと2nd Pressはスリーブ仕様。2nd Press以降にはボーナストラック「白い魔手」追加。
- 2005年に4th Press『鵺（完結）』としてキングレコードから再発されており、その際に作曲クレジットは全曲が「作曲：Kagrra」の記載に変更し統一されている。
- 「魔笛」「し、み、め、ゆ、き、さ、あ」「白い魔手」は2011年発売のベストアルバム『Kagrra Indies BEST 2000-2003』へ収録された。

## 収録曲
| 全作詞: 一志、全編曲: Kagrra。 |                                                |           |               |      |
| #                              | タイトル                                       | 作詞      | 作曲          | 時間 |
| 1.                             | 「鬼遊の唄」(きゆうのうた)                     | 一志      | 楓弥 (Kagrra) | 6:35 |
| 2.                             | 「魔笛」(まてき)                               | 一志      | 一志 (Kagrra) | 5:10 |
| 3.                             | 「鵺の哭く頃、、、」(ぬえのなくころ)           | 一志      | 楓弥 (Kagrra) | 4:16 |
| 4.                             | 「混沌」(こんとん)                             | 一志      | 楓弥 (Kagrra) | 6:11 |
| 5.                             | 「し、み、め、ゆ、き、さ、あ」(あさきゆめみし) | 一志      | 楓弥 (Kagrra) | 5:09 |
| 合計時間:                      | 合計時間:                                      | 合計時間: | 27:20         |      |

| #         | タイトル                   | 作詞      | 作曲          | 時間 |
| --------- | -------------------------- | --------- | ------------- | ---- |
| 6.        | 「白い魔手」(しろいましゅ) |           | 楓弥 (Kagrra) | 4:25 |
| 合計時間: | 合計時間:                  | 合計時間: | 31:45         |      |

## 参加ミュージシャン
- 一志: Vocal
- 楓弥: Guitar
- 真: Guitar
- 女雅: Bass
- 白水: Drums